# Israel Castro
Israel Castro Macías (ur. 20 grudnia 1980 w mieście Meksyk) – meksykański piłkarz występujący na pozycji defensywnego pomocnika, obecnie zawodnik hiszpańskiego CD Toledo.

## Kariera klubowa
Castro pochodzi ze stołecznego miasta Meksyk i jest wychowankiem akademii juniorskiej tamtejszego klubu Pumas UNAM. Do pierwszego zespołu został włączony w wieku dwudziestu jeden lat przez szkoleniowca Hugo Sáncheza i w meksykańskiej Primera División zadebiutował 20 stycznia 2002 w zremisowanym 2:2 spotkaniu z Guadalajarą. Przez pierwszy rok pełnił wyłącznie rolę rezerwowego, jednak zaraz po tym wywalczył sobie niepodważalne miejsce w wyjściowym składzie, występując wówczas na pozycji prawego obrońcy. Premierowego gola w najwyższej klasie rozgrywkowej strzelił 2 maja 2004 w wygranej 6:1 konfrontacji z Veracruz, a w tym samym, wiosennym sezonie Clausura 2004 zdobył z Pumas swoje pierwsze mistrzostwo Meksyku, będąc kluczowym zawodnikiem drużyny. Jeszcze w tym samym roku triumfował z prowadzoną przez Sáncheza ekipą krajowy superpuchar – Campeón de Campeones, a także został bohaterem towarzyskiego meczu o Trofeo Santiago Bernabéu z Realem Madryt (1:0), zdobywając wówczas jedyną bramkę, która zapewniła jego zespołowi zwycięstwo w pojedynku z tym prestiżowym przeciwnikiem i zdobycie trofeum.
W jesiennych rozgrywkach Apertura 2004 Castro wywalczył z Pumas drugi z rzędu tytuł mistrza Meksyku, natomiast w 2005 roku zajął drugie miejsce w superpucharze kraju. Wówczas także dotarł do finału najbardziej prestiżowych rozgrywek kontynentu – Pucharu Mistrzów CONCACAF oraz do finału drugich co do ważności rozgrywek w Ameryce Południowej – Copa Sudamericana. W sezonie Apertura 2007, niezmiennie mając pewną pozycję w bloku defensywnym, zdobył ze swoim klubem wicemistrzostwo kraju, a niedługo potem został przekwalifikowany przez trenera Ricardo Ferrettiego na defensywnego pomocnika. W tej roli podczas rozgrywek Clausura 2009 osiągnął swoje trzecie mistrzostwo Meksyku, zostając wówczas wybrany w plebiscycie FMF najlepszym defensywnym pomocnikiem sezonu. W styczniu 2011, po odejściu z drużyny Sergio Bernala, został mianowany nowym kapitanem drużyny i już w sezonie Clausura 2011 zdobył z nią czwarty w karierze tytuł mistrza Meksyku, ponownie otrzymując w oficjalnym plebiscycie nagrodę dla najlepszego gracza ligi na swojej pozycji. Ogółem w barwach Pumas występował jako kluczowy piłkarz przez niemal dekadę, będąc jednym z najważniejszych graczy w historii klubu.
Latem 2011 Castro za sumę trzech milionów dolarów przeszedł do innego klubu ze stolicy – Cruz Azul. Tam od razu został podstawowym zawodnikiem zespołu, współtworząc czołowy duet środkowych pomocników w lidze meksykańskiej wraz z Gerardo Torrado. W wiosennym sezonie Clausura 2013 zdobył z ekipą prowadzoną przez Guillermo Vázqueza (swojego byłego trenera z Pumas) tytuł wicemistrza kraju oraz wywalczył puchar Meksyku – Copa MX. W Cruz Azul występował przez niecałe trzy lata, po czym w styczniu 2014 został zawodnikiem zespołu Chivas de Guadalajara. Jako jeden z ważniejszych piłkarzy ekipy dotarł z nią do finału krajowego pucharu w sezonie Clausura 2015, natomiast pół roku później, w sezonie Apertura 2015, powtórzył dawny sukces z Cruz Azul i wywalczył z Chivas to trofeum. W międzyczasie stracił pewne miejsce w wyjściowej jedenastce i zdecydowano nie przedłużać jego umowy.
W lipcu 2016 Castro wyjechał do Hiszpanii, gdzie jako wolny zawodnik podpisał kontrakt z trzecioligowym CD Toledo.
| Sezon     | Klub                  | Kraj      | Rozgrywki          | Mecze | Bramki |
| --------- | --------------------- | --------- | ------------------ | ----- | ------ |
| 2001/2002 | Pumas UNAM            | Meksyk    | Liga MX            | 2     | 0      |
| 2002/2003 | Pumas UNAM            | Meksyk    | Liga MX            | 31    | 0      |
| 2003/2004 | Pumas UNAM            | Meksyk    | Liga MX            | 40    | 1      |
| 2004/2005 | Pumas UNAM            | Meksyk    | Liga MX            | 40    | 1      |
| 2005/2006 | Pumas UNAM            | Meksyk    | Liga MX            | 30    | 3      |
| 2006/2007 | Pumas UNAM            | Meksyk    | Liga MX            | 35    | 2      |
| 2007/2008 | Pumas UNAM            | Meksyk    | Liga MX            | 39    | 0      |
| 2008/2009 | Pumas UNAM            | Meksyk    | Liga MX            | 39    | 1      |
| 2009/2010 | Pumas UNAM            | Meksyk    | Liga MX            | 25    | 2      |
| 2010/2011 | Pumas UNAM            | Meksyk    | Liga MX            | 43    | 3      |
| 2011/2012 | Cruz Azul             | Meksyk    | Liga MX            | 35    | 1      |
| 2012/2013 | Cruz Azul             | Meksyk    | Liga MX            | 38    | 2      |
| 2013/2014 | Cruz Azul             | Meksyk    | Liga MX            | 19    | 0      |
| 2013/2014 | Chivas de Guadalajara | Meksyk    | Liga MX            | 17    | 1      |
| 2014/2015 | Chivas de Guadalajara | Meksyk    | Liga MX            | 35    | 0      |
| 2015/2016 | Chivas de Guadalajara | Meksyk    | Liga MX            | 15    | 0      |
| 2016/2017 | CD Toledo             | Hiszpania | Segunda División B |       |        |

## Kariera reprezentacyjna
W seniorskiej reprezentacji Meksyku Castro zadebiutował za kadencji selekcjonera Hugo Sáncheza, 28 lutego 2007 w wygranym 3:1 meczu towarzyskim z Wenezuelą. W tym samym roku został powołany na turniej Copa América, gdzie był podstawowym zawodnikiem swojej drużyny, rozgrywając pięć z sześciu możliwych spotkań. Meksykanie dotarli natomiast na wenezuelskich boiskach do półfinału, zajmując trzecie miejsce w rozgrywkach po pokonaniu w meczu o trzecią lokatę Urugwaju (3:1). Dwa lata później znalazł się w ogłoszonym przez Javiera Aguirre składzie kadry na Złoty Puchar CONCACAF. Tam również miał pewne miejsce w wyjściowym składzie i wystąpił w pięciu z sześciu meczów, zaś jego zespół triumfował ostatecznie w tym turnieju, pokonując w finałowym spotkaniu USA (5:0). Pierwszego i zarazem jedynego gola w reprezentacji strzelił 12 sierpnia 2009 w wygranej 2:1 konfrontacji z USA w ramach udanych dla jego kadry eliminacji do Mistrzostw Świata 2010, podczas których zanotował ogółem siedem występów.
W 2010 roku Castro został powołany przez Aguirre na Mistrzostwa Świata w RPA. Tam pozostawał jednak rezerwowym drużyny i wystąpił tylko w jednym spotkaniu, wchodząc z ławki w grupowym pojedynku z Urugwajem (0:1), zaś Meksykanie odpadli wówczas z afrykańskiego mundialu w 1/8 finału. Rok później po raz drugi wziął udział w Złotym Pucharze CONCACAF, gdzie rozegrał pięć z sześciu meczów, będąc podstawowym defensywnym pomocnikiem swojej kadry, która prowadzona tym razem przez José Manuela de la Torre powtórzyła sukces sprzed dwóch lat i wygrała turniej, ponownie zwyciężając w finale z USA (4:2). Ogółem swój bilans reprezentacyjny Castro zamknął na 48 rozegranych spotkaniach.